# NGC 414
NGC 414 је лентикуларна галаксија у сазвежђу Рибе која се налази на NGC листи објеката дубоког неба.
Деклинација објекта је + 33° 6' 49" а ректасцензија 1h 11m 17,6s. Привидна величина (магнитуда) објекта NGC 414 износи 13,5 а фотографска магнитуда 14,5. NGC 414 је још познат и под ознакама UGC 744, CGCG 501-123, 4ZW 39, KCPG 25A, PGC 4254.